# Kunstig sædoverføring hos svin
Kunstig sædoverføring hos svin er en dansk dokumentarfilm fra 1978.

## Handling
Med udgangspunkt i de forhold, at kunstig sædoverføring nedsætter faren for smittespredning, og at der er avlsmæssige og økonomiske fordele ved kunstig sædoverføring, og at det er lettere at gennemføre holddrift, forklarer filmen i tegne- og realoptagelser inseminationsteknikken. Filmen kommer rundt om SPF- og 'lukkede' besætninger, bestilling af sæd og det rigtige løbningstidspunkt.